# Карл Ліндхаґен
Карл Ліндхаґен (швед. Carl Lindhagen; 17 грудня 1860 — 11 березня 1946) — шведський юрист, політик-соціаліст і пацифіст. Був бургомістром Стокгольма в 1903—1930 роках.
Батько — Альберт Ліндхаген, також шведський юрист і політик, автор містобудівного плану Стокгольма.

## Біографія
Карл Ліндхаген народився в Стокгольмі в 1860 році. Вивчав право в Уппсальському університеті. З 1897 року — депутат Риксдагу.
Як юрист, Ліндхаген брав участь в якості консультанта під час підготовки заповіту Альфреда Нобеля. Він був першим в історії секретарем Нобелівського комітету в 1899 році.
І саме Ліндхаген запропонував ідею номінувати на отримання Нобелівської премії миру за антивоєнну діяльність. Як політик він боровся за демократію, права жінок і поліпшення життя шведських фермерів і робітничого класу. Також він виступав за більш сприятливі умови для корінних жителів Північної Швеції — народу саамі.
Він почав свою політичну кар'єру в Ліберальної партії, ще в той час, коли боротьба за демократію вважалася радикальним рухом. Він став членом Шведської Соціал-демократичної робітничої партії, коли йому було вже майже 50 років.

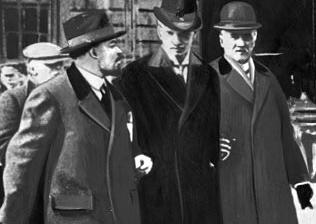
Карл Ліндхаген (праворуч), Туре Нерман і Володимир Ленін (зліва)

Незабаром він приєднався до лівої внутріпартійної опозиції, яка боролася з лідером партії Карлом Брантінгом. Ліве крило соціалістів в результаті очолив молодий комуніст Цет Хьоглунд. У підсумку боротьба прихильників Хьоглунда (радикалів; в їх числі був і Ліндхаген) і Брантінга привела до розколу партії: в 1917 році радикали на чолі з Хьоглундом сформували свою партію — Ліву соціал-демократичну партію Швеції (ЛСДПШ).
Як бургомістр Стокгольма, Карл Ліндхаген, разом з Туре Нерманом і Фредріком Стрьомом, був у складі маленької делегації, що зустрічала Леніна під час його приїзду і короткочасного перебування в Стокгольмі в квітні 1917 року.
Карл Ліндхаген спочатку підтримав Леніна і більшовицьку революцію в Росії, але, будучи переконаним пацифістом, він висловлював і незгоду з деякими положеннями комуністичної теорії.
У 1921 році Ліндхаген виступив проти «двадцяти одної умови прийому до Комінтерну», написаних Леніним, і, таким чином, був змушений покинути Ліву партію. Більшість же членів ЛСДПШ, що підтримали цей документ, перейменували партію в Комуністичну партію Швеції (КПШ). Ті ж, хто разом з Ліндхагеном не визнали «21 умову», склавши меншість і будучи вимушеними піти з ЛСДПШ-КПШ, створили партію під старою назвою «Ліва соціал-демократична партія Швеції» на чолі зі своїм лідером Іваром Веннерстрьомом. Ця партія проіснувала недовго: в 1923 році вона влилася до складу Шведської соціал-демократичної робітничої партії. Таким чином, для Ліндхаген повернувся в ту партію, з якої пішов за багато років до того.
Помер 11 березня 1946 року.

### Ліндхаґен та есперанто
Ліндхаген був прихильником міжнародної мови есперанто. З 1911 року він щороку звертався до шведського парламенту щодо ідеї міжнародної мови. У 1928 році він чітко запропонував есперанто. У результаті в 1929, 1930 і 1931 роках шведський парламент проголосував за навчальні курси есперанто за 2900 крон.

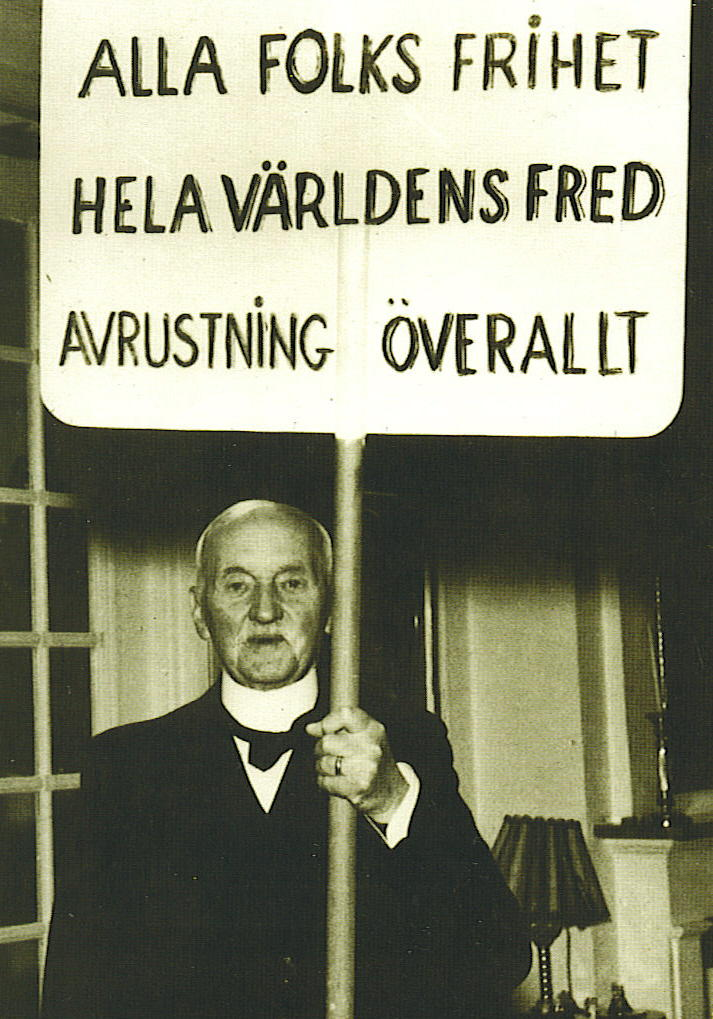
Карл Ліндхаґен; На таблиці з нагоди першого травня написано: Alla folks frihet — Hela världens fred — avrustning överallt (Свобода всіх людей — Всесвітній мир — Роззброєння скрізь)

Відкривав Всесвітній конгрес есперантистів в Данцигу в 1927 році.

## Особисте життя
Він одружився в перший раз в 1883 році, але в 1902 році його дружина померла після тривалої хвороби.
Після цього, в 1904 році, він одружився вдруге, на Дженні Ліндхаген, у них було двоє дітей.